# مسرى مكروي

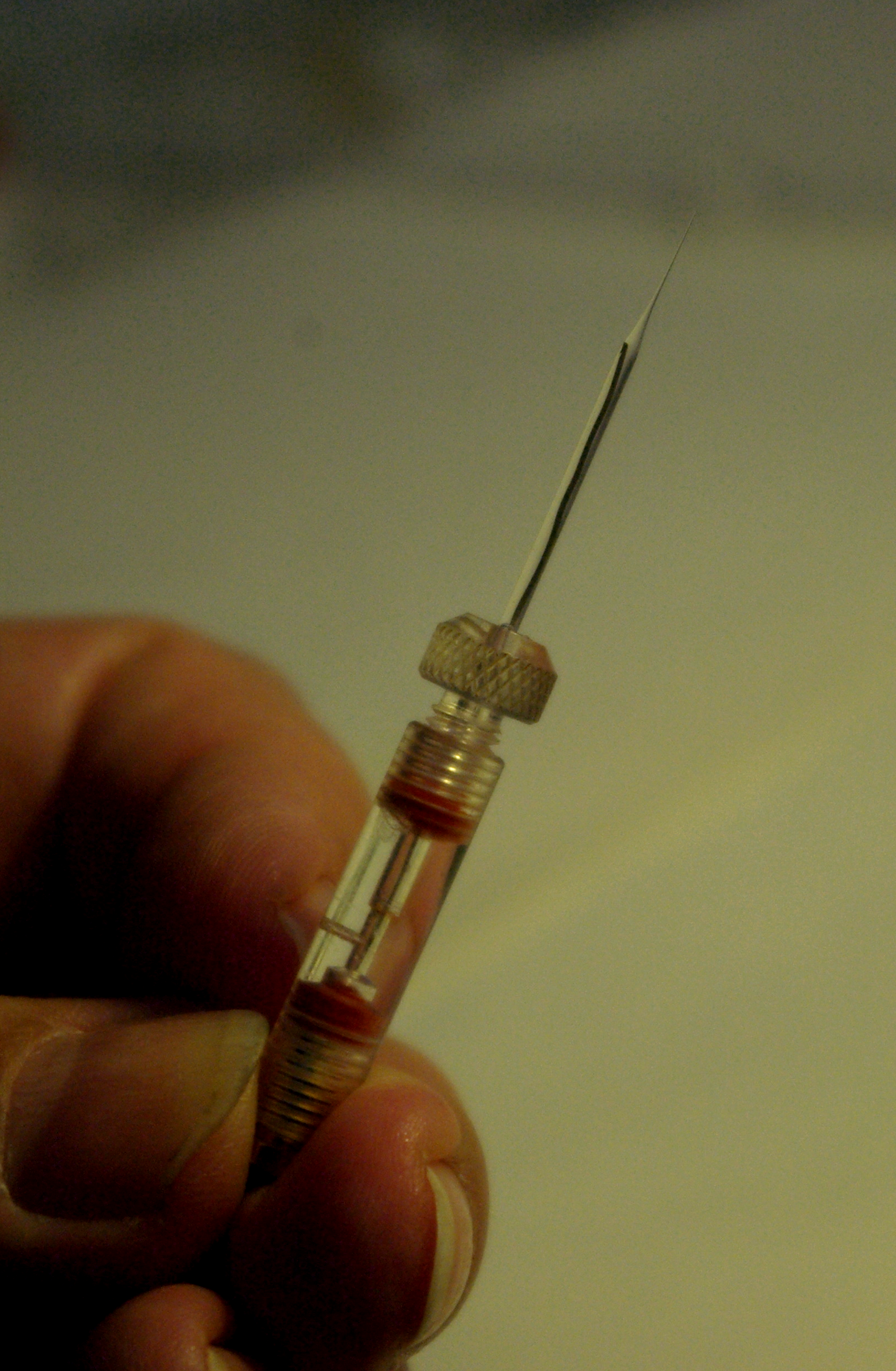
مسرى ميكروي زجاجي مملوء بكهرل داعم، السلك الفضي المغطى بكلوريد الفضة ظاهر.

المسرى المكروي هو مسرى (إلكترود) صغير جدا يُستخدم في الفيزيولوجيا الكهربائية لتسجيل الإشارات العصبية أو للتنبيه الكهربائي للأنسجة العصبية، ابتكره غيلبرت لينغ ورالف جيرارد واستخدماه أول مرة سنة 1949 في تسجيل الجهد الغشائي في الخلايا العضلية للضفدع. تُصنع هذه المساري الميكروية عن طريق تقنيات التصنيع الدقيق.
تُملأ الممصات الزجاجية المسحوبة ذات الأطراف المستدقة التي قطرها 0.5 ميكرومتر أو أقل عادة بـ3 مول من محلول كلوريد البوتاسيوم الذي يعمل كناقل كهربائي. حين يخترق طرف المسرى الميكروي الغشاء الخلوي تتجمع اللبيدات على سطحه الزجاجي موفِّرة اتصالا كهربائيا ممتازا بين الطرف وداخل الخلية، ويكون هذا الاتصال جليا لأن المسرى الميكروي يصبح سالبا كهربيا مقارنة بالسائل خارج الخلوي.
توجد كذلك مسارٍ ميكروية مصنوعة من أسلاك فلزية معزولة، مصنوعة من فلزات خاملة ذات معامل يونغ عالٍ مثل: التنجستن، الفولاذ المقاوم للصدأ وسبائك البلاتينيوم-الإريديوم  وتُكسى (تطلى) بزجاج أو بوليمر عازل مع إبقاء الطرف المستدق مكشوفا. تُستخدم هذه الأخيرة في الغالب للتسجيل من الجزء الخارجي للغشاء الخلوي، أنتجت تقنيات حديثة مسارٍ ميكروية مبنية على السيليكون.